# Станча
 За другите селища с това име вижте Станча (пояснение).  
Станча (на македонска литературна норма: Станча) е село в Северна Македония, в община Ранковце.

## География
Селото е разположено в областта Славище на 8 километра северно от общинския център Ранковце.

## История
В края на XIX век Станча е българско село в Кривопаланска каза на Османската империя. Според статистиката на Васил Кънчов („Македония. Етнография и статистика“) от 1900 година Радибуш е населявано от 317 жители българи християни и 40 цигани.
Според секретен доклад на българското консулство в Скопие 20 от 32 къщи в селото до 1903 година признават Цариградската патриаршия.
Според патриаршеския митрополит Фирмилиан в 1902 година в селото има 13 сръбски патриаршистки къщи. По данни на секретаря на Българската екзархия Димитър Мишев („La Macédoine et sa Population Chrétienne“) в 1905 година в Станча има 224 българи екзархисти. Според секретен доклад на българското консулство в Скопие всичките 32 къщи в селото през юни 1905 година под натиска на сръбската пропаганда в Македония признават Цариградската патриаршия.
Според преброяването от 2002 година селото има 23 жители, всички северномакедонци.

## Личности
Родени в Станча
- Спас Павлов (Спаса Павлович) (около 1880 – 1912), сърбомански четнически войвода